# بوب وونغ
بوب وونغ هو سياسي كندي، ولد في 27 أبريل 1941 في فورت إيري في كندا. حزبياً، نشط في الحزب الليبرالي في أونتاريو ‏. وقد انتخب عضو برلمان مقاطعة أونتاريو وانتخب Ministry of Citizenship, Immigration and International Trade ‏ وانتخب Ministry of Energy (Ontario) ‏.